# Murus gallicus

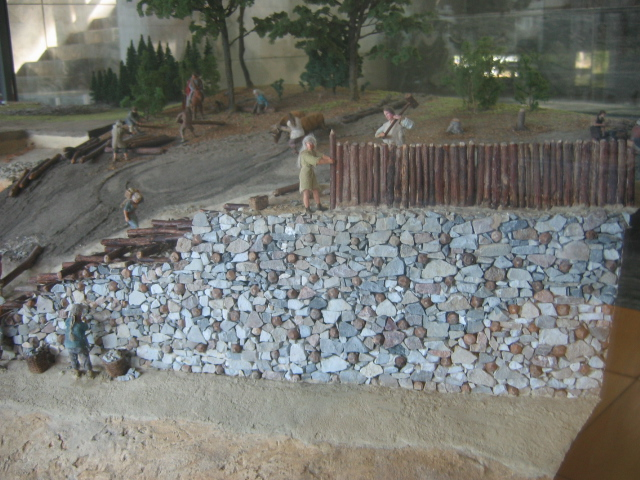
Maquette de la construction d'un murus gallicus au musée de Bibracte

L'expression « murus gallicus » (en français : « mur gaulois ») désigne les remparts gaulois tels qu'ils sont connus par les découvertes archéologiques et par certains textes antiques. Petit rempart généralement sans fossé à l'avant et de quatre mètres de hauteur équipant aussi bien les oppidums que les fermes d'aristocrates. S'ils ont pu poser un problème à certains assaillants, on a souvent constaté que leur mise en œuvre relevait plus d'une volonté ostentatoire que d'un intérêt stratégique.

## Description

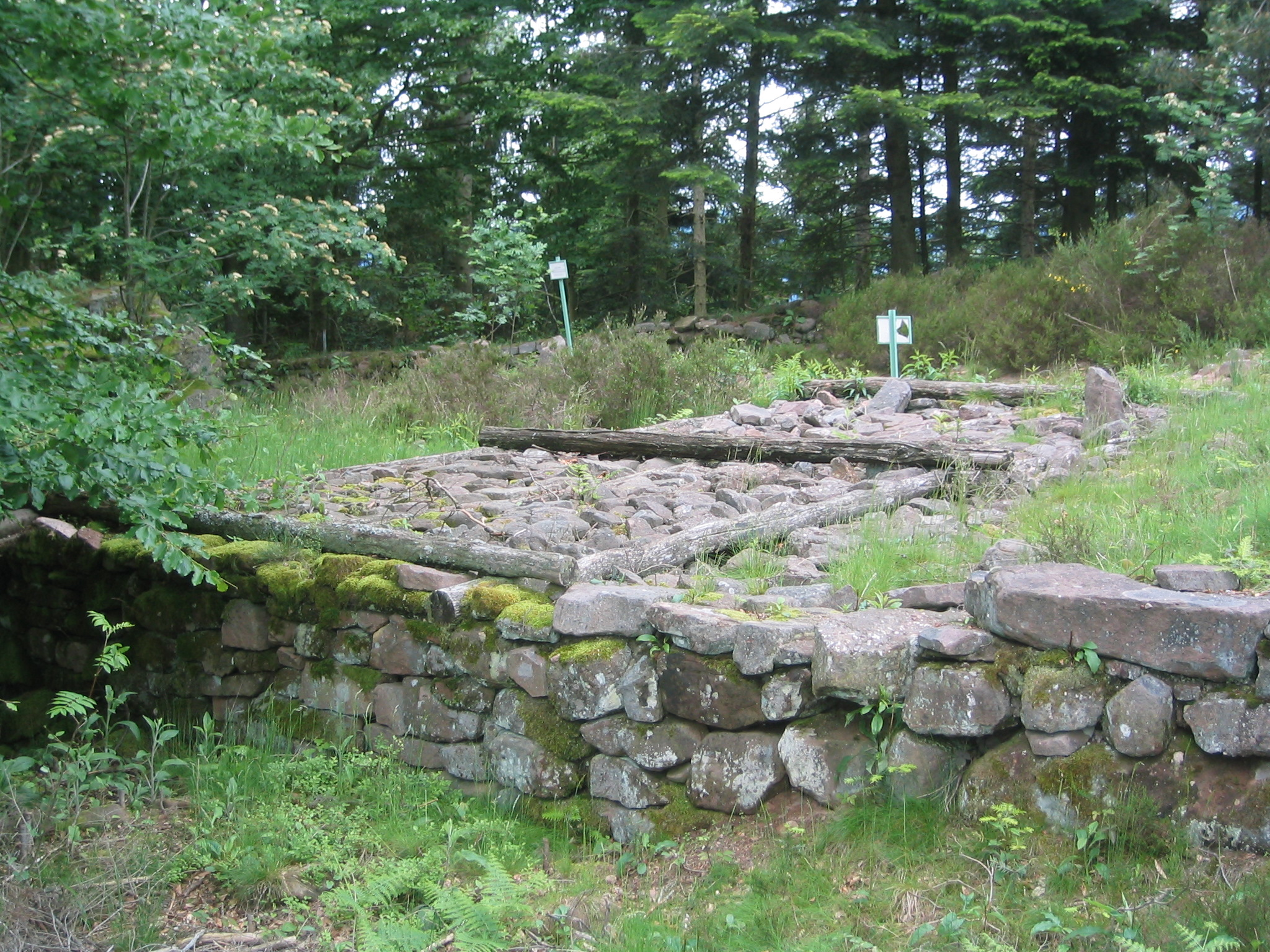
Un murus gallicus au camp celtique de la Bure.

Jules César donne la description suivante de ce type de fortification :

« Tous les murs gaulois sont faits, en général, de la manière suivante. On pose sur le sol, sans interruption sur toute la longueur du mur, des poutres perpendiculaires à sa direction et séparées par des intervalles égaux de deux pieds. On les relie les unes aux autres dans l'œuvre, et on les recouvre d'une grande quantité de terre ; le parement est formé de grosses pierres encastrées dans les intervalles dont nous venons de parler. Ce premier rang solidement établi, on élève par-dessus un deuxième rang semblable, en conservant le même intervalle de deux pieds entre les poutres, sans que cependant pour cela elles touchent celles du rang inférieur, mais elles en sont séparées par un espace de deux pieds aussi, et chaque poutre est ainsi isolée de ses voisines par une pierre, ce qui la fixe solidement. On continue toujours de même jusqu'à ce que le mur ait atteint la hauteur voulue. Ce genre d'ouvrage offre un aspect varié qui n'est pas désagréable à l'œil, avec son alternance de poutres et de pierres, celles-ci n'en formant pas moins des lignes continues qui se coupent à angles droit ; il est, de plus, très pratique et parfaitement adapté à la défense des villes, car la pierre le défend du feu et le bois des ravages du bélier, celui-ci ne pouvant ni briser ni disjoindre une charpente où les pièces qui forment liaison à l'intérieur ont en général quarante pieds d'un seul tenant. »

— César (trad.  Léopold-Albert Constans, Les Belles Lettres, 1926), Commentaires sur la guerre des Gaules, VII, 23
Le murus gallicus est donc une construction en terre solidifiée par un empilement en couches entrecroisées de poutres horizontales avec un parement de pierres sèches. L'accès intérieur au rempart se fait par un remblai de terre tassée. C'est au XIXe siècle, en 1867, que pour la première fois on fouille et reconnaît un ouvrage de type murus gallicus, sur le site de l'oppidum de Murcens dans le Lot. Dès 1875, les archéologues répertorient en Europe, et surtout en France, une quarantaine d’ouvrages identifiés comme étant des murs gaulois. Ceux-ci offrent une grande variété dans le détail et les dimensions. Les recherches archéologiques, en particulier dans le Berry, montrent que ce type d'enceinte n'était pas réservé aux grands sites mais se trouvait aussi pour des sites isolés de taille bien plus petite, sans doute des habitats aristocratiques.
Ce rempart est inclus dans un système de fortification plus important comprenant des aménagements annexes (glacis, chemin et fossés).
Les archéologues ont répertorié également deux autres familles de murs :
- le mur vitrifié, semblable au murus gallicus, mais dont le parement extérieur a subi une vitrification ;
- le mur à poteaux frontaux verticaux, qu'on retrouve le plus souvent en Europe de l'Est.

#### Source primaire
- Jules César, La Guerre des Gaules : 7.23, (texte intégral).